# DTV Tabakwaren-Vertriebsgesellschaft
Die DTV Tabakwaren-Vertriebsgesellschaft mbH & Co. KG ist ein deutsches Großhandelsunternehmen für Tabakwaren mit Sitz in Frechen.

## Geschichte
Der DTV wurde im Jahre 1984 mit dem Ziel, die Großhandelsaktivitäten der Gesellschafter und somit die Einkaufsmacht gegenüber den Herstellern zu bündeln. Die Gruppe bestand zunächst aus zwölf Gründungsunternehmen. In der Vorphase wurde in Arbeitsgruppen ein detailliertes Konzept für die gemeinsame Vertriebsgesellschaft entwickelt. Von den zwölf Gründungsmitgliedern schieden zwei später aus, andere kamen hinzu. Darunter waren auch drei Neugründungen in den neuen Ländern. Fusionen in den eigenen Reihen gab es nicht, es wurden aber immer wieder Fachgroßhandlungen von außen übernommen.

## Gesellschafter/Anschlusshäuser und Niederlassungen
- Berost Großhandels GmbH, Warburg
  - 1 Lager in Warburg

- Hagemann GmbH & Co. KG, Rheine
  - 1 Lager in Rheine

- Hall Tabakwaren, Mönchengladbach
  - 8 Lager in Berlin, Hilden, Würselen, Plaidt, Sulzbach, Mannheim, Worms, Baienfurt

- Huissel Tabak GmbH, Nufringen bei Stuttgart
  - 1 Lager in Nufringen

- Moeser Tabakwaren Vertriebs GmbH & Co. KG, Lollar
  - 2 Lager in Lollar und Fulda

- tabacon Oberbayern GmbH & Co. KG, Garching
  - 1 Zentrallager in Garching und drei Außenstellen in Anger, Augsburg u. Weilheim

- tabacon Tabakwaren GmbH & Co. KG, Ronneburg
  - 3 Zentrallager in Berlin, Ronneburg und Nürnberg

- Tabakwaren Union Barkow GmbH, Bad Nenndorf
  - 1 Lager in Bad Nenndorf

- Tabakwaren Union GmbH & Co. KG, Nörten-Hardenberg
  - 5 Lager in Nörten-Hardenberg, Holzminden, Hain, Goslar und Kaufungen

- TVT Tabakwaren-Vertriebs GmbH & Co. KG Thüringen, Elxleben
  - 1 Lager in Elxleben

- wagro Tabakwaren GmbH & Co. KG, Duisburg
  - 1 Lager in Duisburg

- Willi Weber GmbH & Co. KG, Dieburg
  - 1 Lager in Dieburg

- Hinrich Wolters GmbH, Bremen
  - 1 Lager in Bremen

## Marktstellung
Sie ist nach eigenen Angaben damit der Marktführer unter den Verbundgruppen des deutschen Tabakwarenmarktes. Mit der eigenen Fachhandelspublikation DIREKT erreicht die Gruppe monatlich rund 15.000 Einzelhändler. Sie verfügt über eigene Produkt- und Dienstleistungsmarken wie „CONVENT“ (Zigaretten, Feinschnitt, Hülsen, Feuerzeuggas) und „DTV prepaidline“ (Geräte, Service und Produkte aller gängigen Prepaid-Anbieter). Rund 140.000 Zigarettenautomaten werden von der Gruppe betrieben.
Eine enge Kooperation besteht mit dem Franchisesystem „DTV Einzelhandelssysteme“. Dazu gehören über 200 Einzelhandelsgeschäfte der Marken „Tabac&co“, „COME IN“ und „PW Tobacco“.